# 말이야

## 개요
말이야(본명 국동원)(영어: Guk Dong-Won 국동원[*])는 대한민국의 유튜브 크리에이터이다. 또 말이야와 친구들의 멤버 중 하나이다.

## 같이 보기
- 말이야와 친구들
- 말이야와 게임들

## 넘어온 뜻
- 국동원